# Manuel da Cruz Malpique
Manuel da Cruz Malpique (Nisa, 28 de Setembro de 1902 — Porto, 6 de Setembro de 1992) foi um escritor português.
Manuel da Cruz Malpique, em 1918 começou a frequentar o liceu de Portalegre. Concluído o liceu, matriculou-se em Lisboa, na Faculdade de Direito da Universidade de Lisboa e na Faculdade de Letras da Universidade de Lisboa. Obteve as duas licenciaturas em 1928.
Feita a Escola Normal Superior de Lisboa e aprovado no exame de estado, leccionou nos Liceus de Faro, Angra do Heroísmo e Luanda. Em 1948 tomou posse do lugar de professor no Liceu Alexandre Herculano, no Porto onde se manteve até se aposentar.
Escreveu numerosos livros, muitos dos quais não foram ainda publicados e encontram-se guardados na Casa Forte da Biblioteca Municipal do Porto. Ofereceu a sua biblioteca particular ao Liceu Alexandre Herculano, no qual existe uma sala com o seu nome.
Foi-lhe atribuída a Medalha de Ouro da Câmara Municipal de Nisa, aquando das comemorações do feriado municipal em Abril de 1987.